# Kodeks cywilny Królestwa Polskiego
Kodeks cywilny Królestwa Polskiego, Kodex Cywilny Królestwa Polskiego – w Warszawie dnia 1 (13) Czerwca 1825 r. (Dz.Pr.K.P. Tom X, Nr 41, s. 3) – ustawa obowiązująca w Królestwie Kongresowym od 1 stycznia 1826 roku w miejsce Tytułu Wstępnego, Księgi I i Tytułu V Księgi III Kodeksu Napoleona.

## Prace przygotowawcze i uchwalenie Kodeksu
Po upadku Napoleona i likwidacji Księstwa Warszawskiego na kongresie wiedeńskim, wypłynął problem utrzymania w nowo powstałym Królestwie Polskim obowiązujących w Księstwie francuskich przepisów prawa cywilnego. Kodeks Napoleona nie został zniesiony głównie dzięki poparciu polskich sfer sądowniczych, które zdołały już poznać walory napoleońskiego dzieła. W toku debat przeważył pogląd, iż wystarczające będzie dokonanie tylko niezbędnych zmian Kodeksu Napoleona w duchu potrzeb i stosunków miejscowych.
Głoszone w początkach istnienia Królestwa Kongresowego hasła stworzenia kodeksów narodowych zostały – w zakresie prawa cywilnego – ograniczone do planu odpowiedniej nowelizacji Kodeksu Napoleona. W tym celu w 1820 roku powołana została Deputacja, która – po zebraniu uwag judykatury i piśmiennictwa francuskiego oraz dokonaniu analizy porównawczej przepisów Powszechnego Prawa Krajowego dla Państw Pruskich (Allgemeines Landrecht für die Preußischen Staaten) i austriackiego Kodeksu cywilnego (Allgemeines Bürgerliches Gesetzbuch) – przygotowała projekt księgi pierwszej Kodeksu.
Na zwołanym przez Aleksandra I w 1825 roku sejmie, przygotowany przez Deputację projekt został uchwalony jako Kodex Cywilny Królestwa Polskiego. Na mocy art. 1 Prawa przechodniego (zawierającego przepisy wprowadzające) wszedł Kodeks w życie 1 stycznia 1826 roku.

## Zakres regulacji
Kodeks stanowił niewielką przeróbkę kodyfikacji napoleońskiej w zakresie prawa osobowego, niemniej wprowadził kilka istotnych zmian, jak: zniesienie instytucji śmierci cywilnej czy polepszenie pozycji prawnej dzieci pozamałżeńskich. Ponadto w istotnym stopniu reformował prawo małżeńskie, uwzględniając częściowo postulaty duchowieństwa, wprowadzając wyłącznie wyznaniową formę zawarcia małżeństwa.
W Kodeksie zawarte były też pewne ogólne przepisy prawa cywilnego oraz przepisy o aktach stanu cywilnego.

## Systematyka Kodeksu
Kodeks składał się z 521 artykułów ujętych w Tytuł Wstępny oraz Księgę pierwszą:
- Tytuł Wstępny – O skutkach i stosowaniu praw w powszechności (art. 1–6)
- Księga pierwsza – O osobach (art. 7–521)
  - Tytuł I – O używaniu, pozbawieniu i zawieszeniu praw cywilnych
    - Dział I – O używaniu praw cywilnych
    - Dział II – O pozbawieniu praw cywilnych
      - Oddział 1. – O pozbawieniu praw cywilnych przez utratę stanu Polaka poddanego Królestwa Polskiego, i odzyskaniu tegoż stanu
      - Oddział 2. – O pozbawieniu i zawieszeniu praw cywilnych w skutku kar sądowych

  - Tytuł II – O zamieszkaniu
  - Tytuł III – O nieobecnych
    - Dział I – O zaginionych
    - Dział II – O uznaniu zaginionych za znikłych
    - Dział III – O skutkach zniknienia co do maiątku, który osoba znikła w dniu zaginienia swego posiadała
    - Dział IV – O skutkach nieobecności
      - Oddział 1. – O skutkach nieobecności co do praw od wypadku zawisłych, osobie nieobecnéy służyć mogących
      - Oddział 2. – O skutkach nieobecności męża co do maiątku żony, i co do małoletnich dzieci osoby nieobecnéy

  - Tytuł IV – O aktach Stanu Cywilnego
    - Dział I – Urządzenia ogólne
    - Dział II – O aktach urodzenia
    - Dział III – O aktach małżeństwa
    - Dział IV – O aktach zeyścia
    - Dział V – O sprostowaniu aktów Stanu Cywilnego

  - Tytuł V – O małżeństwie
    - Dział I – Zasada ogólna
    - Dział II – O warunkach cywilnych do zawarcia małżeństwa
    - Dział III – O formalnościach tyczących się zawarcia małżeństwa
    - Dział IV – O tamowaniu związku małżeńskiego
    - Dział V – O wzaiemnych prawach i obowiązkach między małżonkami
      - Oddział 1. – O prawach i obowiązkach między małżonkami ze względu na ich osoby
      - Oddział 2. – O prawach i obowiązkach między małżonkami ze względu na ich stosunki maiątkowe w przypadku niezawarcia w téy mierze umowy
      - Oddział 3. – Przepisy tyczące się umów co do stosunków maiątkowych między małżonkami
      - Oddział 4. – O prawach małżonka przy życiu pozostałego do maiątku współmałżonka zmarłego

    - Dział VI – O obowiązkach z małżeństwa wynikaiących

  - Tytuł VI – O nieważności małżeństwa, o rozwiązaniu małżeństwa ważnie zawartego i rozłączeniu co do stołu i łoża, tudzież o skutkach cywilnych ztąd wypływaiących
    - Dział I – O nieważności małżeństwa, o rozwiązaniu małżeństwa ważnie zawartego i rozłączeniu co do stołu i łoża
    - Dział II – O środkach tymczasowo zaradczych w ciągu sprawy o nieważność małżeństwa, o rozwód, albo o rozłączenie
    - Dział III – O skutkach nieważności małżeństwa i o skutkach rozwodu albo rozłączenia

  - Tytuł VII – O wywodzie rodu
    - Dział I – O dzieciach prawnych, czyli spłodzonych w małżeństwie
    - Dział II – O dowodach rodu dzieci prawych
    - Dział III – O dzieciach naturalnych
      - Oddział 1. – O uprawnieniu dzieci naturalnych
      - Oddział 2. – O uznaniu dzieci naturalnych

  - Tytuł VIII – O przysposobieniu i opiece dobrowolnéy
    - Dział I – O przysposobieniu
      - Oddział 1. – O przysposobieniu i iego skutkach
      - Oddział 2. – O formach przysposobienia

    - Dział II – O opiece dobrowolnéy

  - Tytuł IX – O władzy rodzicielskiéy
  - Tytuł X – O małoletności, opiece nad małoletnimi i usamowolnieniu
    - Dział I – O małoletności
    - Dział II – O opiece nad dziećmi prawnemi
      - Oddział 1. – O opiece oyca lub matki
      - Oddział 2. – O opiece nadanéy przez oyca lub matkę
      - Oddział 3. – O opiece wstępnych
      - Oddział 4. – O opiece nadanéy przez Radę familiyną
      - Oddział 5. – O opiece przydanym
      - Oddział 6. – O przyczynach uwalniaiących od opieki
      - Oddział 7. – O niezdolności, o wyłączeniach i złożeniu z opieki
      - Oddział 8. – O zarządzaniu opiekuna
      - Oddział 9. – O rachunkach i odpowiedzialności z opieki

    - Dział III – O usamowolnieniu dzieci prawych
    - Dział IV – O opiece nad dziećmi nieprawemi i tychże usamowolnieniu

  - Tytuł XI – O pozbawieniu i ograniczeniu własnéy woli

## Uchylenia i nowelizacje przepisów Kodeksu
- Art. 143-181, 246-259 i 271 uchylone przez Prawo o Małżeństwie z dnia 16 (28) marca 1836 r. (Dz.Pr.K.P. Tom XVIII, Nr 65, s. 57), które weszło w życie z dniem 12 (24) czerwca 1836 roku.
- Art. 32 ust. 1, art. 66-67, 78, 182 i 184 zmienione, a art. 183, 187, 414 pkt 3 i art. 506 uchylone przez Ustawę z dnia 1 lipca 1921 r. w przedmiocie zmiany niektórych przepisów obowiązującego w b. Królestwie Polskiem prawa cywilnego, dotyczących praw kobiet (Dz.U. z 1921 r. nr 64, poz. 397), która weszła w życie z dniem 1 września 1921 roku.
- Tytuł III księgi I, odnoszący się do osób nieobecnych i zaginionych, został zmieniony przez ustawę z dnia 27 stycznia 1922 r. w przedmiocie zmiany i uzupełnienia niektórych przepisów obowiązujących w b. Królestwie Polskiem kodeksu cywilnego z 1825 r. oraz ustawy postępowania cywilnego, dotyczących nieobecnych i zaginionych (Dz.U. z 1922 r. nr 11, poz. 87 ze zm.)
- Art. 13 i 14 uchylone przez Rozporządzenie Prezydenta Rzeczypospolitej z dnia 29 listopada 1930 r. – Przepisy wprowadzające Kodeks Postępowania Cywilnego (Dz.U. z 1930 r. nr 83, poz. 652 ze zm.), które weszło w życie z dniem 1 stycznia 1933 roku.
- Art. 7-33, 35, 41-58, 345, 440, 467-480, 483-484, 489-503, 513, 515-521 uchylone, a art. 504 i 511 zmienione przez Dekret z dnia 29 sierpnia 1945 r. – Przepisy wprowadzające prawo osobowe (Dz.U. z 1945 r. nr 40, poz. 224 ze zm.), który wszedł w życie z dniem 1 stycznia 1946 roku.
- Art. 260-270, 292, 295 i 354-356 uchylone przez Dekret z dnia 25 września 1945 r. – Przepisy wprowadzające prawo małżeńskie (Dz.U. z 1945 r. nr 48, poz. 271 ze zm.), który wszedł w życie z dniem 1 stycznia 1946 roku.
- Art. 71-142 uchylone przez Dekret z dnia 25 września 1945 r. – Przepisy wprowadzające prawo o aktach stanu cywilnego (Dz.U. z 1945 r. nr 48, poz. 273 ze zm.), który wszedł w życie z dniem 1 stycznia 1946 roku.
- Art. 236-344, 347-351, 358-363, 430 i 485 uchylone przez Dekret z dnia 22 stycznia 1946 r. – Przepisy wprowadzające prawo rodzinne (Dz.U. z 1946 r. nr 6, poz. 53 ze zm.), który wszedł w życie z dniem 1 lipca 1946 roku.
- Art. 36-40, 346, 352-353, 357 i 364-514 uchylone przez Dekret z dnia 14 maja 1946 r. – Przepisy wprowadzające prawo opiekuńcze (Dz.U. z 1946 r. nr 20, poz. 136), który wszedł w życie z dniem 1 lipca 1946 roku.
- Art. 182-230 uchylone przez Dekret z dnia 29 maja 1946 r. – Przepisy wprowadzające prawo małżeńskie majątkowe (Dz.U. z 1946 r. nr 31, poz. 197 ze zm.), który wszedł w życie z dniem 30 września 1946 roku.
- Art. 34 i 231-235 uchylone przez Dekret z dnia 8 października 1946 r. – Przepisy wprowadzające prawo spadkowe (Dz.U. z 1946 r. nr 60, poz. 329 ze zm.), który wszedł w życie z dniem 1 stycznia 1947 roku.
- Cały Kodeks został uchylony przez Dekret z dnia 12 listopada 1946 r. – Przepisy ogólne prawa cywilnego (Dz.U. z 1946 r. nr 67, poz. 369 ze zm.), który wszedł w życie z dniem 1 stycznia 1947 roku.